# Аризонская мечта
«Аризо́нская мечта́» («Сон Аризоны», англ. Arizona Dream) — первый англоязычный кинофильм режиссёра Эмира Кустурицы, снятый в Голливуде с американскими актёрами. Специальный приз жюри Берлинского кинофестиваля.

## Сюжет
Аксель работает в департаменте рыбных ресурсов в Нью-Йорке. Его кузен Пол приезжает из Аризоны, чтобы привезти Акселя на свадьбу дяди Лео. Хотя Аксель и не хочет ехать, Полу удаётся напоить его и отвезти на родину.
Дядя Лео хочет, чтобы Аксель продолжил наследственный бизнес по продаже кадиллаков. Аксель сначала хочет вернуться в Нью-Йорк, но, чувствуя долг перед дядей, воспитавшим его после трагической смерти родителей, остаётся.
Во время работы в магазине Аксель через Пола знакомится с сорокалетней вдовой Элен и её падчерицей Грейс. В разговоре Грейс признаётся Акселю, что ей постоянно приходит в голову мысль о самоубийстве, и что её пугает её возрастающее сходство с Элен. Аксель с Полом приходят в гости к Элен и становятся свидетелями ссоры между мачехой и падчерицей. Вскоре между Акселем и Элен начинаются романтические взаимоотношения. Чтобы воплотить мечту Элен, Аксель пытается построить аэроплан, однако чуть ли не каждый вечер Грейс ломает самолёт, чем приводит Акселя в бешенство. К Элен приезжают Пол и дядя Лео, они пытаются уговорить Акселя вернуться.
Аксель замечает в ангаре старый револьвер. Первый же удачный полёт аэроплана заканчивается крушением — Аксель и Элен врезаются в дерево. Аксель вспоминает слова «одного русского» про висящее на стене ружьё и решает, что револьвер должен выстрелить. Он пробирается в спальню Грейс и приставляет револьвер к её виску. Грейс просыпается и предлагает ему сыграть в русскую рулетку.
Пол идет на актёрские пробы, где воспроизводит сцену с низко летящим самолётом из фильма «К северу через северо-запад» Альфреда Хичкока. После выступления Пола появляется невеста дяди Лео и сообщает, что дяде стало плохо. Аксель сопровождает дядю в карете скорой помощи. По дороге дядя умирает.
Через пару недель Аксель возвращается к Элен. Встреча сопровождается ссорой и выяснением отношений.
Наступает день рождения Элен. Грейс дарит ей аэроплан. Грейс и Аксель, развешивая на крыше иллюминацию, понимают, что между ними появились чувства.
Вечером происходит празднование. Поднявшись вместе с Грейс в её комнату, Аксель предлагает сбежать. Грейс соглашается это сделать попозже, утверждая, что у неё есть незаконченные дела.
Грейс, Пол, Аксель и Элен сидят в гостиной и поют песни под музыку приглашённых мексиканцев. Постепенно все расходятся, Пол остаётся в гостиной и смотрит вторую часть «Крёстного отца». Грейс у себя переодевается в белое платье, берёт револьвер и выходит на улицу. Её из окна замечают Аксель и Элен и кидаются вдогонку, но они не успевают — Грейс стреляет себе в рот.
Проходит некоторое время. Аксель заходит в заброшенный магазин своего дяди. Его голос за кадром говорит, что он ничего не знает о жизни и что ему нравится жизнь.
Также существует альтернативная концовка, выходившая в дополнительных материалах к фильму. Аксель женится на Милли. От дяди достаётся ему салон по продаже «Кадиллаков», только продаёт Аксель в нём маленькие европейские машины. Пол снялся в фильме и стал знаменитостью. На свадьбе у Акселя раздаёт автографы.

### Мечты героев фильма
Каждый из героев фильма о чём-то мечтает:
- Пол мечтает стать великим актёром и дословно повторяет сцены и диалоги из культовых фильмов.
- Элен мечтает построить самолёт и полететь в Папуа-Новую Гвинею.
- Грейс мечтает стать черепахой и жить вечно.
- Отец дяди Лео мечтал соорудить лестницу из кадиллаков до самой Луны.

## В ролях
| Актёр            | Роль           |
| ---------------- | -------------- |
| Джонни Депп      | Аксель Блэкмар |
| Фэй Данауэй      | Элен Сталкер   |
| Лили Тейлор      | Грейс Сталкер  |
| Винсент Галло    | Пол Леджер     |
| Джерри Льюис     | Дядя Лео Свити |
| Полина Поризкова | Милли          |

## Награды и номинации
- 1993 — Специальный приз жюри («Серебряный медведь») и номинация на приз «Золотой медведь» Берлинского кинофестиваля
- 1993 — приз «Золотая камера 300», врученная Вилко Филачу на кинофестивале имени братьев Манаки
- 1994 — приз зрителей на Варшавском кинофестивале

## Факты
- В списке актёров, которых Пол перечисляет девушке в кинотеатре во время просмотра «Бешеного быка», присутствуют: Марлон Брандо, Аль Пачино, Роберт Де Ниро и Джонни Депп.
- В фильме несколько раз цитируется знаменитая сцена с кукурузником из фильма «К северу через северо-запад» Альфреда Хичкока, а также диалоги из первой и второй частей «Крёстного отца». В начале картины цитируется знаменитый документальный фильм «Нанук с севера».
- Имя и фамилия главного героя происходят от имени солиста группы Guns N’ Roses (Эксл Роуза) и фамилии гитариста группы Deep Purple (Ричи Блэкмора) в искажённом виде.
- Кустурица монтировал «Аризонскую мечту» в течение нескольких лет; в итоге, несмотря на «Серебряного медведя» Берлинского кинофестиваля, фильм провалился в прокате. Французские продюсеры, потратившие на проект много сил, денег и времени, признали идею совместной работы Кустурицы и голливудских актёров провальной.[источник не указан 3377 дней]
- В песне «This Is a Film» цитируются слова героя повести А. Платонова «Чевенгур»: «Гляди — премудрость. Рыба между жизнью и смертью стоит, оттого она и немая и глядит без выражения; телок ведь и тот думает, а рыба нет — она всё уже знает». Кустурица признавался, что творчество Платонова оказало на него огромное влияние.[1]
- Музыка к песням «This is a film» и «In the Deathcar» является цитатой песни Энрико Масиаса «Solenzara».
- В композиции «Gypsy Reggae» цитируется песня Джеймса Торнтона (James Thornton) «The Streets of Cairo».

## Саундтрек
1. Горан Брегович и Игги Поп — In the Deathcar
2. Горан Брегович — Dreams
3. Горан Брегович — Old Home Movie
4. Горан Брегович и Игги Поп — TV Screen
5. Горан Брегович — 7/8 & 11/8
6. Горан Брегович и Игги Поп — Get the Money
7. Горан Брегович — Gunpowder
8. Горан Брегович — Gypsy Reggae
9. Горан Брегович — Death
10. Горан Брегович и Игги Поп — This Is a Film
11. Джонни Депп — American Dreamers — Old Home Movie